# David Bazan
David Bazan, född 1976 i Phoenix, Arizona, är en amerikansk låtskrivare, sångare och gitarrist. Han var frontfigur i det amerikanska indierockbandet Pedro the Lion mellan 1994 och 2005. Efter att bandet splittrats bildade han gruppen Headphones. Han debuterade 2006 som soloartist med EP:n Fewer Moving Parts, på skivbolaget Barsuk Records.

## Diskografi

### Solo
Studioalbum
- Curse Your Branches (2009)
- Strange Negotiations (2011)
- Blanco (2016)
- Dark Sacred Night (2016)
- Care (2017)

EP
- 7 song demo (1994)
- Fewer Moving Parts (2006)
- Live at Electrical Audio (2010)

Singlar
- "The Poison Makes" / "Walk Slow" (delad singel med Casey Foubert) (2003)
- "Away in a Manger" / "O Little Town Of Bethlehem" (2006)
- "Jingle Bells" / "All I Want for Christmas" (2008)
- "American Flags" / "Please Baby Please" (2008)
- "Happy Xmas (War Is Over)" / "Say It Isn't Greensleeves (A Change At Christmas)" (2009)
- "The Man in Me" / "Hallelujah" (2009)
- "Wish My Kids Were Here" / "I Heard The Bells On Christmas Day" (2010)

DVD
- Bazan: Alone at the Microphone (2008)

### Med Pedro the Lion
Studioalbum
- It's Hard to Find a Friend (1998)
- Winners Never Quit (2000)
- Control (2002)
- Achilles Heel (2004)
- Phoenix (2019)